# Bo Larsson
Bo Göran "Bosse" Larsson (født 5. maj 1944, død december 2023) var en svensk fodboldspiller, der spillede som enten midtbane eller angriber. Han repræsenterede det svenske landshold ved tre VM-slutrunder (1970, 1974 og 1978), og nåede i alt at spille 70 landskampe og score 17 mål.
Larsson spillede på klubplan blandt andet for Malmö FF og Trelleborgs FF i hjemlandet, samt tyske VfB Stuttgart. Han blev i både 1965 og 1973 kåret til Årets fodboldspiller i Sverige, og var dermed den første der modtog prisen to gange.